# Jean-Pierre Issenhuth
Jean-Pierre Issenhuth,né en 1947 à Troyes, en France, mort le 7 juin 2011 à Laval, est un poète, critique littéraire et essayiste.

## Biographie
Poète, critique littéraire et essayiste, Jean-Pierre Issenhuth quitte la France pour s’établir au Québec en 1969. Il exerce successivement les fonctions de professeur et de conseiller pédagogique dans le quartier pauvre d’Hochelaga-Maisonneuve, dans l’Est de Montréal,. Il est également membre du comité de rédaction de la revue Liberté de 1987 à 2000 et critique de poésie au journal Le Devoir de 1991 à 1996,. Dans les années 1980, il entretient une correspondance avec Pierre Vadeboncoeur, dans laquelle se ressent une admiration mutuelle.
Après trente-trois au Québec, il s'installe dans les Landes de Gascogne, en 2003. Passionné des sciences et de la nature, il y cultive la terre et poursuit sa pratique d'écriture,,. Pour Issenhuth, la poésie et le jardinage dialoguent et s'éclairent l'un l'autre. Personnage discret volontairement en marge de la vie littéraire québécoise, ses écrits font une large place à ses lectures et ses observations de la nature et de la vie sociale,.
Jean-Paul Baumier, dans la Revue Nuit Blanche, évoque le sens aigu de l'observation et l'insatiable curiosité de Jean-Pierre Issenhuth face au monde qui l'entoure. « Jean-Pierre Issenhuth n’aura eu de cesse d’observer, d’interroger, de commenter la vie sous toutes ses formes, tant celle de l’esprit que celle des organismes vivants ».
Les textes de Jean-Pierre Issenhuth s’inscrivent dans la lignée d’essayistes comme Montaigne et Thoreau. L’écrivain Yvon Rivard le surnomme d’ailleurs « le Thoreau de Laval-Ouest ». À ce jour, l’œuvre de Jean-Pierre Issenhuth demeure peu connue, mais elle jouit néanmoins d'un certain succès d'estime. Son apport original au genre de l'essai, par exemple, a été souligné par plusieurs critiques.
Comme essayiste, il publie plusieurs titres dont Le petit banc de bois : lectures libres, 1985-1999 (Trait d'union, 2003, Éditions Nota bene, 2014), Chemins de sable : carnet 2007-2009 (Éditions Fides, 2010), La Géométrie des ombres (Éditions du Boréal, 2012) ainsi que Le jardin parle (Éditions Nota Bene, 2019),,,,,.
En poésie, il fait paraitre deux recueils, soit Entretien d'un autre temps : poèmes 1970-1980 (L'Hexagone, 1981) ainsi que Entretien d'un autre temps : poèmes 1966-1988 (Éditions du Noroît, 2001).
Jean-Pierre Issenhuth est décédé le 7 juin 2011 à Laval.

## Œuvres

### Essais
- Deux passions, Montréal, Hurtubise HMH, 2001, 94 p. (ISBN 2-89428-529-9)
- Rêveries, Montréal, Éditions du Boréal, 2001, 259 p. (ISBN 2-7646-0088-7)
- Le petit banc de bois : lectures libres, 1985-1999, Montréal, Trait d'union, 2003  - réédition, Montréal, Éditions Nota bene, 2014, 479 p. (ISBN 9782895184812 et 9782895880585)
- Le cinquième monde : carnet, Montréal, Éditions Fides, 2009, 267 p. (ISBN 978-2-7621-2990-8)
- Chemins de sable : carnet 2007-2009, Montréal, Éditions Fides, 2010, 378 p. (ISBN 978-2-7621-3064-5)
- La Géométrie des ombres, avec une préface de Yvon Rivard, Montréal, Éditions du Boréal, 2012, 179 p. (ISBN 9782764622001)
- Le jardin parle, Montréal, Éditions Nota Bene, 2019, 269 p. (ISBN 9782895186717)

### Poésie
- Entretien d'un autre temps : poèmes 1970-1980, Montréal, L'Hexagone, 1981, 75 p. (ISBN 2890061841)
- Entretien d'un autre temps : poèmes 1966-1988, Montréal, Éditions du Noroît, 2001, 132. (ISBN 2-89018-459-5)